# مرکز ملی محافظت هوایی ریکن‌بیکر
 مرکز ملی محافظت هوایی ریکن‌بیکر (به انگلیسی: Rickenbacker Air National Guard Base) یک فرودگاه است . این فرودگاه در شهر کلمبوس کشور ایالات متحده آمریکا قرار دارد .